# Spychowski Piec
Spychowski Piec (do 1960 Pupski Piec) – część wsi Spychowo w Polsce położona w województwie warmińsko-mazurskim, w powiecie szczycieńskim, w gminie Świętajno.
W latach 1975–1998 miejscowość należała administracyjnie do województwa olsztyńskiego.